# Erlan

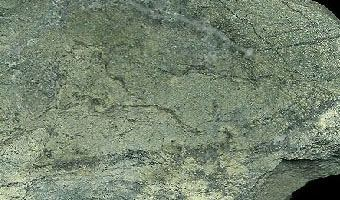
Erlan – Kohútovo ve Štiavnických vrších

Erlan (též erlán) je regionálně nebo kontaktně metamorfovaná hornina. Termín erlan se ve světě málo užívá, jsou tak označovány vápenato-silikátové kontaktní rohovce nebo pyroxenové ruly.

## Vzhled
Barva horniny je proměnlivá, často šedozelená až hnědošedá nebo červenofialová. Erlany jsou celistvé nebo jemně zrnité. Textura bývá všesměrná (masivní) nebo slabě páskovaná. Uspořádání krystalů v hornině (struktura) je granoblastické (přítomnost převážně izometrických, nepravidelně omezených zrn).

## Složení
Hlavními minerály jsou diopsid (druh pyroxenu), křemen a plagioklas. V některých erlanech mohou být přítomny také kalcit, vesuvián, granát – grosulár, skapolit nebo biotit.

## Vznik
Erlany vznikají kontaktní metamorfózou karbonátových hornin (vápenců), které obsahovaly klastickou křemitou (slíny a slínovce) nebo jílovitou příměs.
Vznikají rovněž regionální metamorfózou, jejíž intenzita může mít různý stupeň. Erlany jsou často pozvolnými přechody spojeny s mramory, vyskytují se i v komplexech svorů a rul. V některých případech přecházejí do chorizmitických hornin označovaných jako erlan-rulové nebo erlan-amfibolitové stromatity.

## Výskyt
V ČR se vyskytují v moldanubiku (na Šumavě), sileziku nebo krkonošském krystaliniku. Většinou vytváří několikametrové polohy nebo drobná čočkovitá tělesa. Na Slovensku v Malých Karpatech a u Hodruše ve Štiavnických vrších